# 세라 로머
세라 크리스틴 로머(영어: Sarah Christine Roemer, 1984년 8월 28일 - )는 미국의 배우 겸 모델이다. 디스터비아, 어사일럼, 파이어드 업! 등의 영화에 출연하였다.

## 출연 작품
- 디스터비아 - 애슐리 역
- 맨해튼 언다잉 - 비비안 역